# Sebastian Moll (Theologe)
Sebastian Moll (* 1980 in Köln) ist ein deutscher Theologe und Autor.

## Leben

### Werdegang
Moll absolvierte 2000 sein Abitur am Apostelgymnasium in Köln-Lindenthal. Als Stipendiat der Studienstiftung des deutschen Volkes studierte er von 2001 bis 2005 Evangelische Theologie an der Rheinischen Friedrich-Wilhelms-Universität Bonn, der Universität Lausanne und der University of Edinburgh. Nach dem Master of Theology (with distinction) 2005 promovierte er von 2006 bis 2008 mit einem Stipendium des Arts and Humanities Research Council zum Thema The arch-heretic Marcion an der School of Divinity der University of Edinburgh (Ph.D. 2009). Seine Arbeit wurde durch Sara Parvis betreut und in internationalen Fachzeitschriften rezensiert.
Von 2009 bis 2014 war Moll wissenschaftlicher Mitarbeiter am Seminar für Kirchen- und Dogmengeschichte (Ulrich Volp) der Evangelisch-Theologischen Fakultät der Johannes Gutenberg-Universität Mainz. Er forschte u. a. zum Urchristentum und zum Alten Testament und lehrte Kirchengeschichte. 2014 stellte er seine theologische Habilitationsschrift zu Albert Schweitzer fertig. Diese wurde im Jahr 2015 von der Universität Mainz abgelehnt, da drei Gutachter einstimmig zu dem Urteil kamen, dass der Text den Anforderungen an eine Habilitationsschrift nicht genüge. Diese Entscheidung wurde im April 2017 aufgrund einer gerichtlichen Einigung wieder zurückgenommen, so dass er seine Schrift erneut an einer Universität einreichen kann.
Im Schuljahr 2014/15 arbeitete er als Dozent für Ethik und danach als Studienleiter am „theologischen Seminar“ der THS-Akademie für pastorale Führungskräfte in Bingen am Rhein.
Seit 2010 verfasste Moll mehrere Sachbücher, nach eigenen Angaben zum Teil in einem „polemisch-satirischen Stil“. Artikel für die Zeit-Beilage Christ und Welt führten zu kontroversen Diskussionen. Moll ist Redakteur für das Ressort „Kultur“ der konservativ-katholischen Wochenzeitung Die Tagespost.

### Konversion
Moll war Methodist. Vor einer möglichen Erteilung der Lizenz zum Laienprediger trat er aus der methodistischen Kirche aus. Im Oktober 2020 wurde er Mitglied der römisch-katholischen Kirche.

### Parteizugehörigkeit
Im Sommer 2014 trat er aus der FDP aus und in die AfD ein. In der Wirtschaftswoche gab er in einem Gastbeitrag an, dass er „das Verhalten der FDP nicht länger tolerieren konnte“. Verantwortlich machte er insbesondere die Euro-Rettung, den Atomausstieg und die Genderforschung. Mit Aussagen wie „Die FDP ist tot, es lebe die Alternative!“ und „Gesunder Menschenverstand ist nicht unbedingt rechts“ wandte er sich der neuen Partei zu.
Nach drei Monaten bereits äußerte er sich im Debattenmagazin The European sehr kritisch zur AfD unter dem Titel Von Professoren und Proleten. Wie die Welt berichtete, hatte er zuvor die Gründung eines christlichen Arbeitskreises innerhalb des AfD-Landesverbandes Rheinland-Pfalz forciert. Er wurde allerdings enttäuscht und sah sich einem Shitstorm ausgesetzt. Daraufhin stellte er in The European, so der ehemalige Welt-Journalist Günther Lachmann, „die AfD in die Tradition der deutschnationalen Bewegung und der NSDAP“. Seit 2016 ist er wieder Mitglied der Freien Demokraten.

## Jürgen-Moll-Stiftung
2013 gründete Moll zu Ehren seines verstorbenen Vaters die Jürgen-Moll-Stiftung (JMS). Zunächst vergab diese für wissenschaftliche Publikationen (Dissertationen, Habilitationsschriften oder wissenschaftliche Monografien) den Jürgen-Moll-Preis. Er ist mit 5000 Euro dotiert (Stand: 2019). Die Stiftung wurde 2017 aufgelöst. Seither wird der „Jürgen-Moll-Preis für verständliche Wissenschaftssprache“ durch die Deutsche Sprachwelt und die Theo-Münch-Stiftung für die Deutsche Sprache übergeben. In letzterer ist Sebastian Moll Vorstandsmitglied.

## Preisträger des Jürgen-Moll-Preises
- 2013: Walter Krämer, Christoph Sondag[14]
- 2014: Giulia Enders und Jill Enders, Annedore Friedrich[15]
- 2015: Stefan Klein, Christina Köhler[15]
- 2017: Tomas Kubelik[15]
- 2019: Benjamin Hasselhorn[16]
- 2020: Andreas Rödder[17]
- 2022: Michael Andrick[18]
- 2023: Ralf Schuler[19]
- 2024: Vince Ebert[20]
- 2025: Christian Rieck[15]

## Kontroversen zum BuchJesus war kein Vegetarier
In einer Rezension von Molls Buch Jesus war kein Vegetarier (2011) von Johannes Müller in der Katholischen Sonntagszeitung für Deutschland hieß es: Moll „zählt zu den Konservativen, auch in evangelisch-theologischer Hinsicht. Gepaart mit rheinischer Schlagfertigkeit, Eloquenz, scharfem Verstand und geradezu spitzbübischem Charme ergibt das eine höchst gefährliche Mischung. Besonders für Betroffenheits-Rhetoriker und Weltverbesserer.“ Der Journalist Alan Posener schrieb in der Welt: Es „beschleicht mich auch bei Moll das ungute Gefühl, der Autor habe sich der Bibel bloß bedient, um das zu beweisen, was ihm in den Kram passt.“
Im Zuge einer Auseinandersetzung um dieses Buch in der Zeit-Beilage Christ & Welt warf Moll der evangelischen Theologie politische Korrektheit vor. Damit vernachlässige die Kirche die Botschaften des Evangeliums. Probst Johann Hinrich Claussen, Hauptpastor an St. Nikolai in Hamburg, widersprach seinen Thesen und hielt ihm Frühvergreisung und Mutlosigkeit vor, die Theologin Petra Bahr, Kulturbeauftragte des Rates der Evangelischen Kirche in Deutschland, kritisierte an Molls Äußerungen den „Trick, der zum Manual erfolgreicher Provokateure gehört. Stilisieren Sie sich nicht zum Märtyrer.“

## Schriften (Auswahl)

### Monografien
- The arch-heretic Marcion (= Wissenschaftliche Untersuchungen zum Neuen Testament. Band 250). Mohr Siebeck Verlag, Tübingen 2010, ISBN 978-3-16-150268-2 (zugl. Diss., Univ. Mainz, 2009).
- Die christliche Eroberung des Alten Testaments. Berlin University Press, Berlin 2010, ISBN 978-3-940432-80-3.
- Jesus war kein Vegetarier. Berlin University Press, Berlin 2011, ISBN 978-3-86280-019-3.
- Du sollst nicht atmen. Warum wir am besten das Atmen einstellen sollten und andere Erkenntnisse aus dem Jetzt. Mit Cartoons von Thomas Plaßmann, adeo, Asslar 2013, ISBN 978-3-942208-05-5 [auch als E-Book der Verlagsgruppe Random House].
- Albert Schweitzer. Meister der Selbstinszenierung. Berlin University Press, Berlin 2014, ISBN 978-3-86280-072-8.

### Aufsätze in wissenschaftlichen Zeitschriften und Sammelbänden
- Three against Tertullian. The Second Tradition about Marcion’s Life. In: Journal of Theological Studies 59 (2008) 1, S. 169–180. doi:10.1093/jts/fln003
- Marcion. A New Perspective on his Life, Theology, and Impact. In: The Expository Times 121 (2010) 6, 281–286. doi:10.1177/0014524609357510
- Theology on the Menu. Asceticism, Meat and Christian Diet. In: Political Theology 14 (2013) 6, S. 835–846. doi:10.1179/1462317X13Z.00000000054
- Die Anfänge des Melitianischen Schismas. In: Zeitschrift für Antikes Christentum 17 (2014) 3, S. 479–503. doi:10.1515/zac-2013-0024
- Justin and the Pontic Wolf. In: Sara Parvis, Paul Foster (Hrsg.): Justin Martyr and his Worlds. Fortress Press, Minneapolis 2007, ISBN 978-0-8006-6212-7, S. 145–151.